# Álvaro Cuadros
Cuadros  Morata est un nom espagnol. Le premier nom de famille, en général paternel, est Cuadros ; le second, en général maternel, souvent omis, est Morata.
Álvaro Cuadros Morata est un coureur cycliste espagnol, né le 12 avril 1995 à Grenade.

## Biographie
Álvaro Cuadros Morata naît le 12 avril 1995 à Grenade en Espagne.
Il termine troisième du championnat d'Espagne du contre-la-montre juniors en 2013. En 2014, il entre dans l'équipe Etixx qui devient AWT-Greenway l'année suivante.
Après cinq saisons passées chez Caja Rural-Seguros RGA, il décide de mettre un terme à sa carrière en fin d'année 2022.

## Palmarès et résultats

### Palmarès par année
- 2013
  - 2eb étape de la Vuelta al Besaya
  - 2e de la Gipuzkoa Klasika
  - 2e de la Vuelta al Besaya
  - 3e du championnat d'Espagne du contre-la-montre juniors
- 2015
  - 2e de la Carpathian Couriers Race
- 2016
  - Champion d'Andalousie sur route espoirs[3]
  - Trophée Guerrita
- 2017
  - Mémorial Valenciaga
  - Tour de Castellón :
    - Classement général
    - 3e étape

  - 1re étape du Tour de Zamora (contre-la-montre par équipes)
  - Oñati Proba
  - 2e de la Subida a Gorla
  - 2e du championnat d'Espagne sur route espoirs
  - 3e de la Santikutz Klasika

### Résultats sur les grands tours

#### Tour d'Espagne
1 participation
- 2021 : 78e

### Classements mondiaux
| Année                                 | 2015 | 2016 | 2017 | 2018  | 2019 | 2020  |
| ------------------------------------- | ---- | ---- | ---- | ----- | ---- | ----- |
| Classement mondial                    |      | nc   | nc   | 1490e | nc   | 1680e |
| UCI Europe Tour                       | 352e | nc   | nc   | 947e  | nc   | 1248e |
|                                       |      |      |      |       |      |       |
| Légende : nc = non classéSource : UCI |      |      |      |       |      |       |